# Dormane
Dormane (né le 3 février 1984, mort le 8 juin 2015) est un étalon de race Arabe, connu pour être l'un des meilleurs reproducteurs pour les courses de chevaux arabes.

## Histoire
Il naît le 3 février 1984 au haras de Mandore, l'élevage de Jean-Marc de Watrigant, à Maurrin dans les Landes, un élevage réputé de chevaux arabes de course. En deux saisons, il remporte 6 des 8 courses auxquelles il participe, et se place dans les deux autres.
Il est acquis par le haras national de Rodez en 1989, à 4 ans, pour la somme de 250 000 francs. Envoyé en station à Gramat, il se reproduit un premier temps avec des juments d'origines très variées, avant d'être réservé en 1993 à l'élevage de chevaux arabes de course, grâce aux succès de ses descendants. Au fil des années, des demandes affluent aussi de nombreux autres pays, y compris des pays du Golfe, d'où Dormane fait l'objet d'une offre d'achat d'environ 10 millions de francs. Il est mis en retraite dans ce même haras à Rodez, où il reçoit des visites de curieux et de passionnés,. Il y meurt le 8 juin 2015, paisiblement à l'ombre des marronniers, d'après le personnel du haras.

## Description
De grand format, il mesure 1,61 m et présente un modèle lourd peu arabisé, du fait de ses origines.

## Origines
Dormane est un fils de Manganate et de Mandore, par Gabriec,. Il est consanguin sur l'étalon Dragon et la jument Magnésie, avec un triple inbreeding sur l'étalon Dénousté en 4e génération.

## Descendance
Son influence sur les lignées Arabe de course est notable, car Dormane se reproduit avec presque 2 000 juments au cours 25 ans. Il a nettement construit la réputation française en matière d'élevage de chevaux arabes de course, ayant été classé meilleur père mondial de compétiteurs et meilleur père de mères.
Au moment de sa mort, sa semence congelée se négocie encore pour environ 150 000 euros. 